# Леонберг (Горњи Палатинат)
Леонберг (њем. Leonberg) град је у њемачкој савезној држави Баварска. Једно је од 26 општинских средишта округа Тиршенројт. Према процјени из 2010. у граду је живјело 1.014 становника. Посједује регионалну шифру (AGS) 9377137.

## Географски и демографски подаци
Леонберг се налази у савезној држави Баварска у округу Тиршенројт. Град се налази на надморској висини од 548 метара. Површина општине износи 51,3 km². У самом граду је, према процјени из 2010. године, живјело 1.014 становника. Просјечна густина становништва износи 20 становника/km².

## Међународна сарадња
| Мјесто             | Држава               | Врста сарадње | Од    |
| ------------------ | -------------------- | ------------- | ----- |
| Чедлтон/Ветли Рокс | Уједињено Краљевство | партнерство   | 1989. |
| Извор              |                      |               |       |